# Тумба (Шведска)
Тумба (швед. Tumba) град је у Шведској, у источном делу државе. Град је у оквиру Стокхолмског округа, је значајно предграђе града Стокхолма. Тумба је подељена између две општине: Општине Боткирка и Општине Салем.

## Природни услови
Град Тумба се налази у источном делу Шведске и Скандинавског полуострва. Од главног града државе, Стокхолма, град је удаљен 25 км југозападно.
Тумба се развила у области источног Седерманланда. Градско подручје је равничарско до бреговито. Надморска висина града је 10-60 м. Близу града се налзи језеро Тулинг.

## Историја
Подручје Тумбе било насељено још у време средњег века. С до средине 20. века то је село без већег значаја.
После Другог светског рата управа града Стокхолма је пар деценија спроводила јак и брз развој предграђа у циљу растерећења самог града. Тако је настао и данашња Тумба, који својом величином спада у највећа предграђа.

## Становништво
Тумба је данас насеље средње величине за шведске услове. Град има око 38.000 становника (податак из 2010. г.). Последњих деценија број становника у граду брзо расте.
До средине 20. века Тумбе су насељавали искључиво етнички Швеђани. Међутим, са јачањем усељавања у Шведску, становништво града је веома шаролико.

## Збирка слика
- Пословно здање „Алфа Лавал“
- Главна градска црква
- Железничка станица „Тумба“